# Eerste Slag bij Newtonia
De Eerste Slag bij Newtonia vond plaats op 30 september 1862 in Newton County, Missouri tijdens de Amerikaanse Burgeroorlog.
Na de Slag bij Pea Ridge in maart 1862 trokken de meeste Zuidelijke en Noordelijke gevechtseenheden weg uit noordwestelijk Arkansas en zuidwestelijk Missouri. In de loop van de zomer vond er opnieuw Zuidelijke activiteit plaats wat de Noordelijke autoriteiten in Springfield en Fort Scott zenuwachtig maakte. Op 27 september arriveerde de Zuidelijke kolonel Douglas H. Cooper in de regio en stuurde onmiddellijk twee eenheden naar Newtonia waar genoeg brood te vinden was. Rond 15 september vertrokken twee brigades (ongeveer 1.500 soldaten) van brigadegeneraal James G. Blunts divisie van het Army of Kansas vanuit Fort Scott naar zuidwestelijk Missouri.
Op 29 september naderden Noordelijke verkenners Newtonia. Ze werden verjaagd door de Zuidelijke eenheden. Andere Noordelijke troepen verschenen bij Granby waar ze mijnen legden. De volgende morgen verschenen de Noordelijke marscolonnes voor Newtonia. Rond 07.00u braken de gevechten los. De Noordelijken hadden eerst de overhand. Dankzij versterkingen werd de Zuidelijke slagkracht groter. De druk werd te groot waarop de Noordelijken de strijd moesten staken. Terwijl ze zich terugtrokken, verschenen Noordelijke versterkingen. De aanval werd heropend op de Zuidelijke rechterflank. Nieuwe Zuidelijke versterkingen hielp de aanval tegenhouden. De Noordelijken moesten zich opnieuw terugtrekken.
De Noordelijken werden tot na de duisternis achtervolgd. Noordelijke kanonniers stelden langs de weg enkele artilleriestukken op om de achtervolging te breken. De Zuidelijken stelden eveneens hun artillerie op en openden het vuur op de Noordelijke positie. Paniek brak uit. De terugtocht ontaardde in een algemene vlucht tot in Sarcoxie, Missouri ongeveer 15 km verder. Hoewel de Zuidelijken de slag hadden gewonnen, was de vijandelijke overmacht te groot om zich te kunnen handhaven in de regio. De meesten trokken zich terug naar noordwestelijk Arkansas. De Zuidelijke overwinningen in Newtonia en Clark’s Mill vormden het hoogtepunt in de strijd. Daarna vonden er voornamelijk nog raids en schermutselingen plaats.
De Noordelijken verloren ongeveer 245 soldaten tegenover 100 Zuidelijke slachtoffers.

## Bron
- National Park Service - Newtonia